# Anatolij Puzacz
Anatolij Kyryłowicz Puzacz (ukr. Анатолій Кирилович Пузач ros. Анатолий Кириллович Пузач, Anatolij Kiriłłowicz Puzacz; ur. 3 czerwca 1941 w Krasnym Kucie, zm. 19 marca 2006 w Kijowie) – ukraiński piłkarz, grający na pozycji napastnika, były reprezentant Związku Radzieckiego, trener piłkarski.

## Kariera piłkarska

### Kariera klubowa
Wychowanek Szkoły Piłkarskiej w Berdyczowie. Od 1957 bronił barw miejscowej zakładowej drużyny amatorskiej Prohres Berdyczów. Potem występował za kluby Polissia Żytomierz oraz SKA Lwów. W 1964 został najlepszym strzelcem zony ukraińskiej klasy B, strzelając 35 goli z 59 wszystkich. W 1965 przeszedł do Dynama Kijów, z którym odnosił największe sukcesy: Mistrzostwo ZSRR w 1966, 1967, 1968 i 1971 oraz puchar krajowy w 1966. W 1968 z 11 bramkami został najlepszym strzelcem Dynama. W 1973 w wieku 32 lat zakończył karierę piłkarską.

### Kariera reprezentacyjna
25 lipca 1969 zadebiutował w radzieckiej reprezentacji w spotkaniu towarzyskim z NRD zremisowanym 2:2, strzelając swojego debiutowego gola. W sumie rozegrał 14 mecze, strzelając 2 bramki. W 1970 na Mistrzostwach Świata w Meksyku FIFA pierwszy raz pozwoliła zmieniać piłkarzy podczas meczu. Puzacz wszedł do historii FIFA jako pierwszy piłkarz, który zamienił innego piłkarza na mundialu (zmienił Wiktora Serebrianikowa w meczu z Meksykiem).

## Kariera trenerska
Po zakończeniu kariery zawodniczej był asystentem trenera Dynama Kijów, zawsze pomagał Waleremu Łobanowskiemu. Kiedy „Wielki Mistrz” wyjechał pracować za granicę, w latach 1990–1993 przyjął stanowisko głównego trenera Dynama Kijów, z którym zdobył Mistrzostwo ZSRR w 1990 oraz Mistrzostwo Ukrainy w sezonie 1992/93. Po powrocie Walerego Łobanowskiego do Dynama w 1997 ponownie został jego asystentem. W 2006 zmarł w wieku 65 lat.

## Sukcesy i odznaczenia

### Odznaczenia
- tytuł Mistrza Sportu ZSRR: 1964
- tytuł Zasłużonego Trenera Ukraińskiej SRR: 1975